# Andreas Dickhaut
Andreas Dickhaut (* 14. Juli 1816 in Holzhausen; † 17. Juli 1868) war ein deutscher Bürgermeister und Mitglied der Zweiten Kammer der kurhessischen Ständeversammlung.

## Leben
Andreas Dickhaut wurde als Sohn des Schneidermeisters Georg Dickhaut und dessen Ehefrau Anne Martha Deutschmann geboren.
In Amöneburg, wo er am 10. Februar 1840 Katharina Müller heiratete, wurde er 1858 zum Bürgermeister gewählt und erhielt in dieser Funktion ein Mandat für die Zweite Kammer der kurhessischen Ständeversammlung. Er blieb bis 1860 in dem Parlament, das nach den Unruhen im Jahre 1830 zum Zweck der Beratung und Verabschiedung einer Verfassung gebildet wurde. Es hatte bis 1866 Bestand, als das Land Hessen von Preußen annektiert wurde.
Nach Dickhauts Tod erhob seine Witwe Klage gegen die Stadt Amöneburg wegen Zahlung einer Witwenpension.